# Mare aperto
Mare aperto è un singolo della cantante italiana Mara Sattei, pubblicato il 24 novembre 2023.

## Descrizione
Il brano, scritto dalla stessa cantante, è composto e prodotto da Enrico Brun. Racconta una vita in mare aperto, dove tutto è fermo e dove è facile perdersi.

## Video musicale
Il video musicale, diretto da Lorenzo Silvestri e Andrea Santaterra, conosciuti artisticamente come Bendo, è stato pubblicato in concomitanza all'uscita del brano attraverso il canale YouTube della cantante.

## Tracce
Testi di Sara Mattei, musiche di Enrico Brun.
1. Mare aperto – 2:53

## Classifiche
| Classifica (2023) | Posizione massima |
| ----------------- | ----------------- |
| Italia            | 89                |